# Kamal Dżumblatt
Kamal Dżumblatt, także Kamal Dżunbulat (ur. 6 grudnia 1917 w Muchtarze, zm. 16 marca 1977) – libański polityk, pisarz i filozof, syn Fuada Dżumblatta, ojciec Walida.

## Życiorys
W 1943 roku przejął przywództwo nad libańskimi druzami po swoim zmarłym kuzynie, Hikmacie Dżumblacie. W 1949 roku założył Socjalistyczną Partię Postępu. Przeciwstawiał się dominującej roli maronitów w życiu publicznym Libanu. Wspierał polityczne i społeczne dążenia libańskich Palestyńczyków. W 1958 roku uczestniczył w próbie obalenia prozachodnich rządów w Bejrucie (tzw. kryzys libański). W 1972 r. został odznaczony Międzynarodową Leninowską Nagrodą Pokoju. W tym czasie, SPP wraz z innymi partiami lewicy zawiązała koalicję, znaną jako Libański Ruch Narodowy, będącą przeciwwagą dla rządzących Libanem prawicowych partii chrześcijańskich. Kamal Dżumblatt został zamordowany wraz z dwoma towarzyszami 16 marca 1977 roku, na drodze z Muchtary do Bejrutu.
Zobacz też: Dżumblatt.